# Butiama (Distrikt)
Butiama ist ein Distrikt der Region Mara im Nordwesten von Tansania mit dem Verwaltungszentrum in der Stadt Butiama. Der Distrikt grenzt im Norden an den Distrikt Musoma (Council Musoma Stadt), an den Victoriasee und an den Distrikt Rorya, im Nordosten an den Distrikt Tarime, im Osten an den Distrikt Serengeti, im Süden an den Distrikt Bunda und im Westen an den Distrikt Musoma (Council Musoma Land) und an den Victoriasee.

## Geographie
Der Distrikt hat eine Fläche von 2257 Quadratkilometer und 281.656 Einwohner (Volkszählung 2022). Das Land lässt sich topographisch in drei Zonen einteilen:
- Den Küstenstreifen am Victoriasee im Nordwesten. Das Land steigt von der Seeoberfläche in 1130 Meter Seehöhe sanft an und wird von mehreren kleinen Flüssen und Bächen, die in den Victoriasee münden, durchflossen.
- das Tal des Flusses Mara im Norden. Der Fluss bildet die Grenze zum Distrikt Rorya, das Tal ist breit und sumpfig.
- Die Hügelzone: Vom Victoriasee nach Osten und vom Fluss Mara nach Süden steigt das Land sanft an, die höchsten Erhebungen sind über 1700 Meter hoch.[3]

Das Klima ist tropisch, Aw nach der effektiven Klimaklassifikation. Es gibt zwei Regenzeiten, eine von Oktober bis Dezember und die zweite von März bis Mai. Im Jahresdurchschnitt fallen über 1000 Millimeter Regen, die Temperaturen liegen zwischen 24 und 32 Grad Celsius.

## Geschichte
Im Jahr 2013 wurde der Distrikt Musoma geteilt und Butiama wurde ein eigenständiger Distrikt.

## Verwaltungsgliederung
Butiama gliedert sich in 18 Bezirke (Wards):
- Bisumwa
- Buhemba
- Bukabwa
- Buruma
- Busegwe
- Buswahili
- Butiama
- Butuguri
- Bwiregi
- Kamugegi
- Kukirango
- Kyanyari
- Masaba
- Mirwa
- Muriaza
- Nyamimange
- Nyankanga
- Sirorisimba

| Die Bevölkerungszahl stieg von 193.410 im Jahr 2002 auf 241.732 im Jahr 2012, das entspricht einem jährlichen Wachstum von zwei Prozent. Bis 2022 wuchs die Einwohnerzahl auf 281.656. Im Jahr 2012 sprachen 63 Prozent der Bevölkerung Swahili, acht Prozent Englisch und Swahili, 28 Prozent waren Analphabeten. | Hier fehlt eine Grafik, die leider im Moment aus technischen Gründen nicht angezeigt werden kann. Wir arbeiten daran! |

- Bildung: Im Distrikt befindet sich die öffentliche Julius K. Nyerere Universität für Landwirtschaft und Technologie.[7]
- Wasser: Im Jahr 2002 hatte weniger als die Hälfte der Bevölkerung Zugang zu sicherem und sauberem Wasser.[8]  Im Oktober 2019 wurde ein staatlich finanziertes Projekt gestartet, dass den Distrikte Butiama mit sicherem und sauberem Wasser aus dem Victoriasee versorgen soll.[9]

## Wirtschaft und Infrastruktur
Die wichtigsten Wirtschaftszweige in Butiama sind Landwirtschaft, Fischerei und Bergbau.
- Landwirtschaft: Auf dem Land beschäftigen sich 98 Prozent der Haushalte mit der Landwirtschaft, in der Stadt zwei Prozent.[10] Am häufigsten angebaut werden Mais, Kartoffeln und Süßkartoffeln.[1] Fast alle Landwirte halten auch Nutztiere, vor allem Geflügel und Ziegen (Stand 2012).[11]
- Fischerei: Die Anzahl der Fischer und Fischereifahrzeuge nahm über Jahrzehnte zu, im Jahr 2016 wurde ein Höchststand von 109.000 Fischern und 32.000 Fischereifahrzeugen auf dem gesamten Victoriasee erreicht. Dagegen ging der Fang je Aufwandseinheit kontinuierlich zurück, was ein Zeichen für Überfischung ist.[12]
- Bergbau: Die Firma CATA Mining hat im Jahr 2015 mit dem Aufbau einer Goldmine in Butiama begonnen[13] und 2016 das erste Gold abgebaut.[14] Im Jahr 2020 waren 400 Personen in der Mine beschäftigt.[15]

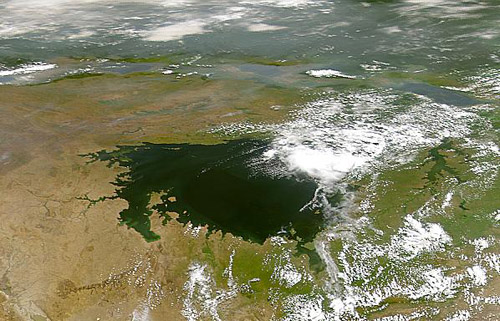
Der Victoriasee aus dem All.

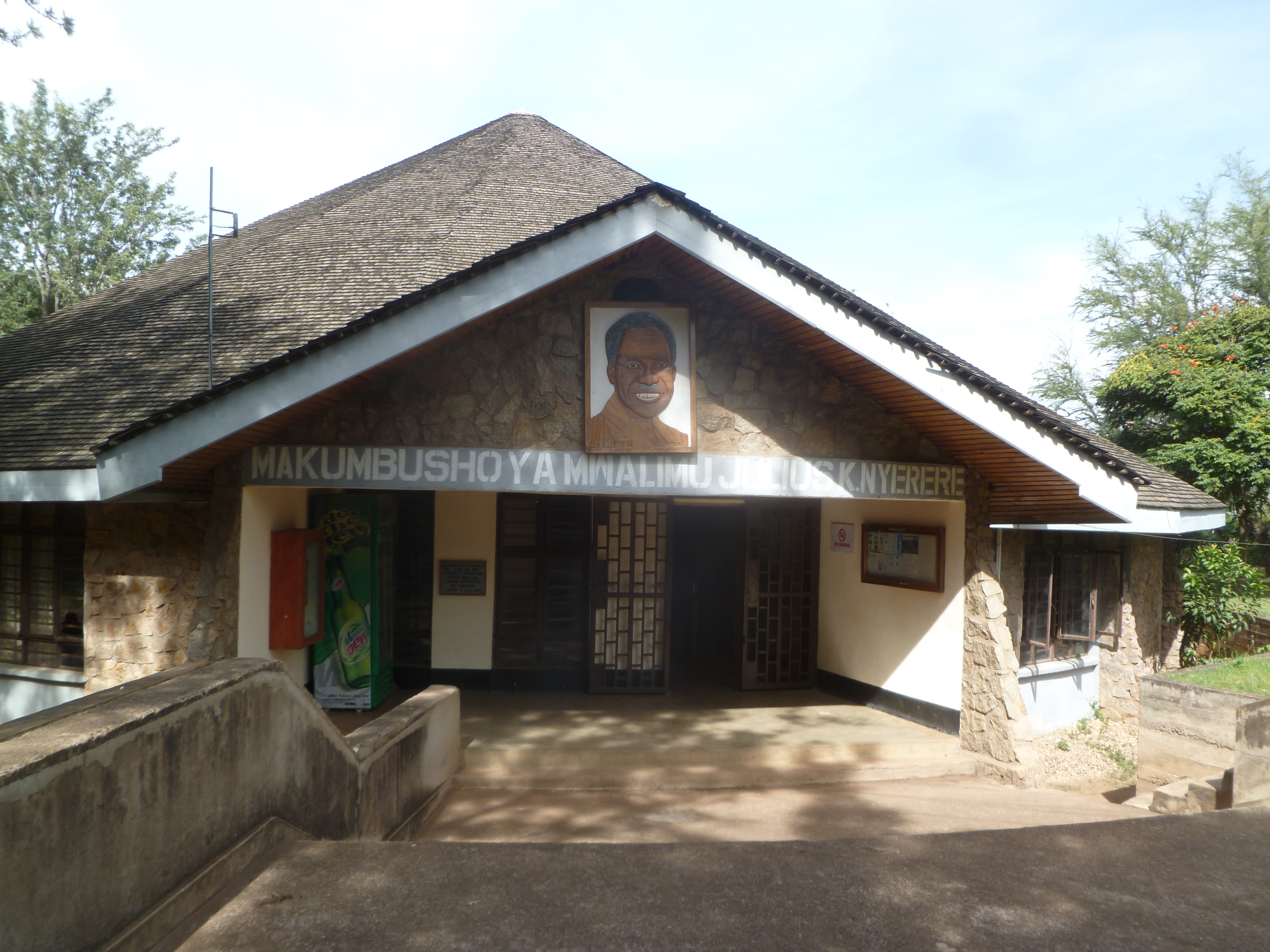
Mwalimu-Julius-Nyerere-Museum

## Sehenswürdigkeiten
- Victoriasee: Der Victoriasee ist mit 69.484 Quadratkilometer der größte See Afrikas und der zweitgrößte See der Erde. Er liegt 1134 Meter über dem Meer und ist mit einer Tiefe von maximal 82 Metern relativ flach.[16]
- Mwalimu-Julius-Nyerere-Museum: Das Museum zeigt die Lebensgeschichte von Julius Nyerere, dem ersten Präsidenten von Tansania.[17]

## Persönlichkeiten
- Julius Nyerere, erster Präsident von Tansania wurde in Butiama geboren.[17]